# Txernígivka (Zaporíjia)
|  | Per a altres significats, vegeu «Txernígovka». |

Txernígivka (en ucraïnès Чернігівка) és una vila de la província de Zaporíjia, a Ucraïna, actualment sota control de Rússia. El 2021 tenia 5.645 habitants.